# Allenamento 4
Allenamento #4 è un singolo del rapper italiano Capo Plaza, pubblicato l'8 gennaio 2021 come primo estratto dal terzo album in studio Plaza.

## Tracce
1. Allenamento #4 – 2:46

## Classifiche
| Classifica (2021) | Posizione massima |
| ----------------- | ----------------- |
| Italia            | 1                 |
| Svizzera          | 97                |